# أحمد حمود
أحمد حمود (مواليد 12 يوليو 1991) هو ممثل ومخرج مسرحي مغربي. شارك في عدة أعمال من بينها فيلم ميموزا سنة 2016.

## مسيرته
بدأ حياته المهنية في التمثيل مع الإعلانات التجارية. ثم في عام 2016، تم اختياره لدور ثانوي في فيلم الإثارة والحركة الأمريكي 13 ساعة: جنود بنغازي السريين، من إخراج مايكل باي، وقد لعب دور «المهاجم في السفارة». بدأ التصوير في 27 أبريل 2015 في مالطا والمغرب وصدر الفيلم في 15 يناير 2016 بواسطة شركة باراماونت بيكتشرز. حصل الفيلم لاحقًا على ترشيح أوسكار لأفضل خلط صوت في حفل توزيع جوائز الأوسكار التاسع والثمانين.
مع نجاح الفيلم، تم اختياره بعد ذلك للدور الرئيسي في فيلم الدراما ميموزا من إخراج أوليفر لاكسي. في الفيلم، لعب دور البطولة «أحمد». تم إنتاج الفيلم كعمل تعاوني بين إسبانيا والمغرب وفرنسا وقطر. تم عرضه في قسم أسبوع النقاد الدولي في مهرجان كان السينمائي 2016،   وفاز لاحقًا بجائزة نسبريسو الكبرى.
في عام 2017، انضم إلى المسلسل التلفزيوني الفرنسي مكتب الأساطير. في عام 2020، لعب دور البطولة في فيلم الدراما الفرنسي (Des hommes).

## أعماله
| السنة | الفيلم                       | الدور            | النوع          | المرجع |
| ----- | ---------------------------- | ---------------- | -------------- | ------ |
| 2016  | 13 ساعة: جنود بنغازي السريين | مهاجم في السفارة | فيلم           |        |
| 2016  | ميموزا                       | أحمد             | فيلم           |        |
| 2017  | مكتب الأساطير                |                  | مسلسل تلفزيوني |        |
| 2019  | The Breitner Commando        | وليد             | فيلم           |        |
| 2020  | Des hommes                   | إدير             | فيلم           |        |
| 2020  | زنقة كونطاكت                 | لارسن            | فيلم           |        |

## روابط خارجية
- أحمد حمود على موقع IMDb (الإنجليزية)
- أحمد حمود على موقع ألو سيني (الفرنسية)